# Trojni pakt
Trojni pakt je bil politični sporazum, ki so ga 27. septembra 1940 v Berlinu podpisali predstavniki Tretjega rajha (Adolf Hitler), Kraljevine Italije (zunanji minister Galeazzo Ciano) in Japonskega imperija (veleposlanik Saburo Kurusu).
V pogodbi so se podpisnice zavezale k medsebojni pomoči pri vzpostavljanju »novega reda«, medsebojni obrambi v primeru napada na katero od njih in priznale druga drugi ekskluzivna interesna območja. S podpisom so se dokončno izoblikovale sile osi, ki so se v drugi svetovni vojni borile proti zavezniškim silam. Kasneje so k pogodbi in s tem k silam osi pristopile še druge države.
Predaja Kraljevine Italije zaveznikom leta 1943 je pomenila začetek konca trojne pogodbe. Čeprav je bila formalno veljavna do japonske kapitulacije septembra 1945, jo je v praksi končala že nemška kapitulacija maja tistega leta.
Pristop Jugoslavije k paktu 25. marca 1941 je pripeljal do državnega udara dva dni pozneje.